# Саливанс Ајланд (Јужна Каролина)
Саливанс Ајланд (енгл. Sullivans Island) град је у америчкој савезној држави Јужна Каролина.

## Демографија
По попису из 2010. године број становника је 1.791, што је 120 (-6,3%) становника мање него 2000. године.
| Група             | 2000.         | 2010.         |
| Белци             | 1.871 (97,9%) | 1.743 (97,3%) |
| Афроамериканци    | 12 (0,6%)     | 14 (0,8%)     |
| Азијати           | 3 (0,2%)      | 3 (0,2%)      |
| Хиспаноамериканци | 16 (0,8%)     | 20 (1,1%)     |
| Укупно            | 1.911         | 1.791         |